# Changchun (stacja kolejowa)
Changchun (chiń. 长春站; pinyin Chángchūn Zhàn) – stacja kolejowa w Changchun, w prowincji Jilin, w Chinach. Na stacji są 4 perony.
Stacja została wybudowana przez potomków polskich zesłańców na Syberię. Pod koniec XIX wieku stała się ważnym punktem kolei mandżurskiej.